# Una historia de Dios
Una historia de Dios: 4000 años de búsqueda en el judaísmo, el cristianismo y el islam (título original en inglés: A History of God) es un libro escrito por Karen Armstrong. Detalla la historia de las tres tradiciones monoteístas más importantes, judaísmo, cristianismo e islam, junto con budismo e hinduismo. La evolución de la idea de Dios se remonta a sus raíces antiguas en el Oriente Medio hasta ahora en día.

## Resumen

### Judaísmo
Armstrong empieza con el comienzo del culto de Yahweh (Jahweh), una de las deidades de Canaan. Según Armstrong, el culto de Yahweh constó de una variedad de grupos étnicos que emigrados a Canaan en tres olas. Estos grupos estuvieron unidos por su lealtad a Yahweh. Yahweh Era único en el Oriente Medio antiguo en sentido que Él participaba en las vidas profanas de su devotos.
La autora examina las fuentes del Pentateuch por manera de los cuatro autores o grupos de autores, conocidos en la vieja hipótesis documental como J, E, P y D. Además,  explora algunos de las tensiones textuales que existe en el Pentateuch a raíz de las tensiones teológicas entre estos autores, o grupos de autores. Para Armstrong, esta tensión puede ser vista en, por ejemplo, las cuentas de contrastar de theophanies. El Jahwist (J) escribe de encuentros "muy" íntimos entre Abraham y Yahweh, mientras el Elohist (E) "prefiere distanciar el acontecimiento y hacer las leyendas viejas menos anthropomorphicas."
Allí sigue un examen de los más importante profetas Israelite, incluyendo Isaiah, el segundo Isaiah, Hosea y Ezekiel, y la contribución que cada cual hizo a la concepción judía de Dios.

### Cristianismo
Armstrong entonces da vuelta a las historias que se atribuyeron a la vida de Jesús. Identifica sus raíces en la tradición Pharisaic de Hillel el Anciano y su efecto en la concepción judía de un dios. La muerte de Jesús y su simbolismo presente son examinados, incluyendo las varias construcciones de otros, más notablemente la de Paul, que ha colocado en estos acontecimientos. 
El libro explora el aumento del estudio de la Trinidad, dirigiendo hacia el Credo de Nicene, y localiza la evolución de la concepción cristiana de Dios y la Trinidad en las respectivas tradiciones Orientales y Occidentales.
Armstrong habla sobre el aumento de la religión moderna cristiana, en particular el Protestanismo de Martin Luther y John Calvin.

### Islam
El aumento del Islam y su agradecimiento de la naturaleza de Dios está examinada.  Armstrong analiza cómo el moderno Shia Islam, con su énfasis a la acción social en el servicio de Alá, el profeta islámico Muhammad, y los Shia Imams, fueron un factor clave que concluyó en la Revolución iraní de 1979.
Los capítulos subsiguientes examinan respectivamente ambas aproximaciones filosóficas a la idea de Dios, y la relación mística con Dios.

### Conclusión
Los capítulos finales examinan la idea de la Muerte de Dios y la idea de un Dios en un mundo moderno.